# Anton Sanko
Anton Sanko (* 4. července 1960 New York) je americký hudebník, hudební skladatel a producent. Spolupracoval například se Suzanne Vega, Jimem Carrollem či se svým bratrem Erikem Sankem. Složil hudbu k několika desítkám filmů či seriálů. V roce 2013 byl za svou tvorbu neúspěšně nominován na cenu Primetime Emmy. V roce 2015 bylo oznámeno, že složí hudbu k filmové adaptaci románu Border Crossing anglické spisovatelky Pat Barkerové.

## Diskografie (nekompletní)
- Solitude Standing (Suzanne Vega, 1987)
- Mysteries of America (Anna Domino, 1990)
- Propeller Music (Percy Jones Ensemble, 1990)
- Days of Open Hand (Suzanne Vega, 1990)
- The Tide (Lucy Kaplansky, 1994)
- Pools of Mercury (Jim Carroll, 1998)
- Obtainium (Skeleton Key, 2002)

## Skladatelská filmografie (nekompletní)
- Příležitostné peklo (1996)
- Americký Macbeth (2001)
- Uchovat si tvář (2004)
- Jablko sváru (2004)
- Příběh Donalda Trumpa (2005)
- Poslední přání (2005)
- Opilí slávou (2006)
- Skandál texaských roztleskávaček (2008)
- Proti proudu (2009)
- Krásný Harry (2009)
- Králičí nora (2010)
- Kletba z temnot (2012)
- Ouija (2014)
- Přeludy (2015)